# Carlos Antonio Mascia Gottschall
Carlos Antonio Mascia Gottschall (Santa Maria, Rio Grande do Sul, 18 de abril de 1939) é um médico brasileiro.
Foi eleito membro da Academia Nacional de Medicina em 2006, ocupando a Cadeira 41, da qual José Martins da Cruz Jobim é patrono. É membro da Academia Sul-Rio-Grandense de Medicina, ocupando a Cadeira 38.